# Kap Stepan Murawjow
Kap Stepan Murawjew (russisch Мыс Степана Муравьёва Mys Stepana Murawjowa) ist ein Kap am Rand des Nivlisen vor der Prinzessin-Astrid-Küste des ostantarktischen Königin-Maud-Lands. Es liegt nordwestlich der Dvergetunga.
Russische Wissenschaftler benannten es nach dem russischen Arktisforscher Stepan Woinowitsch Murawjow (≈1707–≈1768).